# Wichburg von Sonnenburg
Wichburg von Sonnenburg (auch Wichpurg) war eine Tochter des Grafen Ottwin von Sonnenburg, Graf im Pustertal und Lurngau (Oberkärnten), und dessen Frau Wichburg. Zu ihren Geschwistern zählten:
- Volchold (Volkhold), Graf, Erbe der restlichen Pustertaler Besitzungen des Vaters
- Odalrich (Ulrich), 1022–1055 Bischof von Trient
- Perchkint (Perchunt, Perchtigund; Hiltiburg), erste Äbtissin von Stift St. Georgen

Wichburg war verheiratet mit dem Grafen Aribo († nach 1022) aus dem Geschlecht der Pilgrimiden. Gemeinsam stifteten die beiden das Schloss Sonnenburg im Pustertal den Benediktinern zur Errichtung eines Frauenstifts. Nach dem Tod Aribos gab König Heinrich II. die Grafschaft Pustertal gegen Amts- und Kriegsdienste an Wichburgs Bruder Volkhold. Dieser bestätigte die Schenkung und übertrug das Kloster im Jahre 1039 an seinen und Wichburgs Bruder, Bischof Ulrich II. von Trient. Erste Äbtissin wurde Wichburg, Tochter Wichburgs und Aribos.

## Kinder und Nachkommen
Aus Wichburgs Ehe mit Aribo stammten folgende Kinder:
- Chuono (Kuno I. von Rott) († 1086), Pfalzgraf von Bayern
- Pilgrim († um 1078), Graf
- Odalrich (Oudalrich/Udalrich) († um 1098), Vogt von Freising
- Wichburg, erste Äbtissin von Sonnenburg

Wichburg und Aribo sind wohl auch die Ahnen der Grafen von Heunburg sowie der Grafen von Flavon.